# بشیر سفراوغلو
بشیر سفراوغلو (انگلیسی: Bashir Safaroglu; ۱۱ مارس ۱۹۲۵ – ۲۳ مارس ۱۹۶۹) بازیگر تئاتر، و بازیگر سینما اهل کشور جمهوری آذربایجان بود.